# Селезнёва, Валентина Трофимовна
Валенти́на Трофи́мовна Селезнёва (1923 — 1998) — врач, преподаватель, организатор здравоохранения, общественный деятель, историк медицины, доктор медицинских наук, профессор, заведующая кафедрой социальной гигиены и организации здравоохранения медико-профилактического факультета Пермской государственной медицинской академии.

## Биография
Родилась 12 февраля 1923 года в деревне Городно Витебской губернии. Окончила неполную среднюю школу, а затем в 1937 году окончила Боровичскую фельдшерско-акушерскую школу, что и определило будущую специальность. 
После начала Великой Отечественной войны в 1941 году эвакуировалась с матерью (К. Г. Даниловой, членом МОПРа и членом Всесоюзного совета промысловой кооперации) на Урал, в г. Кунгур Молотовской области. 
Окончила в 1947 году санитарно-гигиенический факультет Молотовского медицинского института (с 1957 — Пермский мединститут), а затем в 1950 — аспирантуру при институте. 
Вся дальнейшая работа В. Т. Селезнёвой до 1998 года была связана с Пермским медицинским институтом (в настоящее время — ПГМА). Начав работать ассистентом кафедры социальной гигиены, с 1968 года стала зав. кафедрой экономики и организации фармацевтического дела, профессором, а с 1976 года — зав. кафедрой социальной гигиены и организации здравоохранения санитарно-гигиенического факультета (с 1990 — медико-профилактического). 
Доктор медицинских наук с 1965 года; тема диссертации «Очерки по развитию медицины и здравоохранения на Среднем Урале (XVIII век - 1945 г.)». 

### Научная, организаторская и общественная деятельность
Занималась общественной деятельностью, избиралась депутатом Ленинского районного Совета (г. Пермь), возглавляла научно-методический совет и секцию по пропаганде медицинских и гигиенических знаний Пермской областной организации общества «Знание» РСФСР. Являлась членом профсоюза работников медико-санитарного труда, Всесоюзного научного общества историков медицины и др.
Участник Всероссийского совещания заведующих кафедрами социальной гигиены и организации здравоохранения. Участник Всесоюзного симпозиума по истории медицины в г. Пермь (1974).
Автор очерков, статей, докладов, отдельных глав работы «Врачи Урала», публикаций в журнале «Уральское медицинское обозрение» и др. Готовила к печати указатель литературы «Здравоохранение Пермской области».
Умерла в марте 1998 года.

## Признание
Статьи разных авторов о В. Т. Селезнёвой неоднократно публиковались в газете «Медицина Прикамья» и журнале «Уральское медицинское обозрение».

## Награды
Награждена медалью им. Н. И. Пирогова, значком «Отличнику здравоохранения», «Активисту Общества» (Красного Креста). Почётные грамоты Ленинского райкома КПСС, Всесоюзного общества «Знание» и др.

## Работы
- Селезнёва В. Т. Очерки по истории здравоохранения на дореволюционном Урале / Под ред. А. О. Эдельштейна. — Молотов: Молотовское кн. изд-во, 1955. — 216 с.
- Селезнёва В. Т. Штабс-лекарь И. В. Протасов. — Пермь: Перм. кн. изд-во, 1962. — 40 с. — (Замечательные люди Прикамья).
- Селезнёва В. Т. Очерки по истории медицины в Пермской губернии. — Пермь: Перм. гос. мед. акад., 1997. — 124 с.